# Município de Harrison (condado de Gallia, Ohio)
O município de Harrison (em inglês: Harrison Township) é um município localizado no condado de Gallia no estado estadounidense de Ohio. No ano de 2010 tinha uma população de 1.063 habitantes e uma densidade populacional de 13,12 pessoas por km².

## Geografia
O município de Harrison encontra-se localizado nas coordenadas 38° 43′ 19″ N, 82° 17′ 38″ O. Segundo a Departamento do Censo dos Estados Unidos, o município tem uma superfície total de 81.04 km², da qual 80,78 km² correspondem a terra firme e (0,32 %) 0,26 km² é água.

## Demografia
Segundo o censo de 2010, tinha 1.063 pessoas residindo no município de Harrison. A densidade populacional era de 13,12 hab./km².